# جیمز رایت
جیمز دی رایت متولد ۶ نوامبر سال ۱۹۴۷ یک جامعه‌شناس امریکایی است. او ۱۷ کتاب و ۲۵۰ مقاله از جمله درباره فقر و بی‌خانمانی نوشته و از سال ۱۹۷۸ تا سال ۲۰۱۴ سرویراستارِ مجله آکادمیکِ علوم اجتماعی بوده است. وی در 29 آوریل 2019 درگذشت.